# Closteroviridae
Die Closteroviridae (nicht zu verwechseln mit den Klosneuviren, gefunden in Klosterneuburg) sind eine Familie von RNA-Viren, die Pflanzen infizieren.

## Aufbau

### Virion
Die Virionen (Viruspartikel) der Closteroviridae besitzen ein helikal-filamentöses Kapsid (gewunden fadenförmig) mit einer variablen Länge von etwa 650 nm bis über 2200 nm und einem Durchmesser von 10–13 nm. Das virale Genom ist einzelsträngig mit positiver Polarität bei einer Länge von etwa 13 bis 19 Kilobasen, mit unterschiedlicher Segmentierung des Genoms. Das Genom ist in einem Kapsid verpackt, das aus dem Hauptkapsidprotein (englisch major capsid protein, MCP) aufgebaut ist und beidseitig vom Nebenkapsidprotein (engl. minor capsid protein, mCP) gedeckelt wird.

### Genom

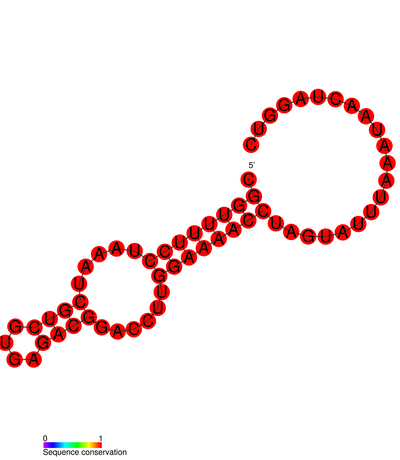
Voraussichtliche Sekundärstruktur des 3'-Pseudoknotens im Sweet Potato Chlorotic Stunt Virus (SPCSV), Gattung Crinivirus

Das Genom der Closteroviridae gehört zu den größten RNA-Genomen von Pflanzenviren. Es enthält linear angeordnete Duplikate kodierender Sequenzen wie auch zum Teil nicht-virale Abschnitte (z. B. für Proteasen und das Hsp70), die durch RNA-Rekombination flexibel integriert werden können. Einige Spezies bilden subvirale, kleine Partikel, die nur Teile des Genoms oder subgenomische virale RNA enthalten.
Das Genom des Beet yellows virus (BYT) kodiert für die Proteine ORF1a (enthält die RNA-Polymerase), ORF1ab (enthält ebenfalls die RNA-Polymerase), p6, MP/Hsp70h, p64, CPm, Cp, p20 und p21.

## Systematik

### Innere Systematik
Die Gattungen der Familie unterscheiden sich in der Segmentierung des Genoms und in der Art der Übertragung. Die Genome der Ampeloviren sind einteilig segmentiert aufgebaut und werden durch Schmierläuse und andere Schildläuse übertragen, während das Genom der Closteroviren einteilig ist und durch Blattläuse weitergegeben wird und das Genom der Criniviren zwei- oder dreiteilig ist und durch die weiße Fliege übertragen wird. Die folgende Gliederung der Closteroviridae in Genera folgt den Vorgaben des International Committee on Taxonomy of Viruses (ICTV) mit Stand Mitte April 2024:
Familie Closteroviridae
- Genus Ampelovirus (13 Spezies)[8]

- Spezies Grapevine leafroll-associated virus 1 (GLRaV1, GLRaV-1)
- Spezies Grapevine leafroll-associated virus 3 (ehem. Typus, GLRaV3, GLRaV-3)
- Spezies Grapevine leafroll-associated virus 4 (GLRaV4, GLRaV-4)
- Spezies Grapevine leafroll-associated virus 13 (GLRaV13, GLRaV-13)
- Spezies Little cherry virus 2 (LChV-2)
- Spezies Yam asymptomatic virus 1 (YaV1)

- Genus Bluvavirus (1 Spezies)

- Spezies Blueberry virus A (BVA)

- Genus Closterovirus (17 Spezies)[9]

- Spezies Arracacha virus 1 (ArrV-1)
- Spezies Beet yellow stunt virus (BYSV)
- Spezies Beet yellows virus (ehem. Typus, Beet-yellows-Virus, BYV, BETV)
- Spezies Blackcurrant closterovirus 1 (BCCV-1)
- Spezies Burdock yellows virus (BuYV)
- Spezies Carnation necrotic fleck virus (CNFV)
- Spezies Carrot closterorivus 1 (CtCV1)
- Spezies Carrot yellow leaf virus (CYLV)
- Spezies Citrus tristeza virus (CTV)

- Genus Crinivirus (14 Spezies)[10]

- Spezies Lettuce infectious yellows virus (ehem. Typus, Lettuce-infectious-yellows-Virus, LIYV)
- Spezies Sweet Potato Chlorotic Stunt Virus (SPCSV)

- Genus Menthavirus (1 Spezies)

- Spezies Mint vein banding-associated virus (MVBaV)

- Genus Olivavirus (3 Spezies)

- Spezies Actinidia virus 1 (AcV1)
- Spezies Olive leaf yellowing-associated virus (OLYaV)
- Spezies Persimmon virus B (PeBV1)

- Genus Velarivirus (8 Spezies)

- Spezies Grapevine leafroll-associated virus 7 (ehem. Typus, GLRaV7, GLRaV-7)
- Spezies Little cherry virus 1 (LChV-1)

- Daneben gibt es noch etliche vorgeschlagene Spezies, die keinem Genus zugeordnet sind (Auswahl):[11]

- Spezies „Alcea rosea virus 1“
- Spezies „Arracacha latent virus C“
- Spezies „Jujube closterovirus 1“
- Spezies „Peony leafroll-associated virus“
- Spezies „Ripohuk virus“
- Spezies „Stellaria aquatica virus C“

### Äußere Systematik
Koonin et al haben 2015 die Closteroviridae taxonomisch (aufgrund ihrer Verwandtschaft) der von ihnen postulierten Supergruppe ‚Alphavirus-like superfamily‘ zugeordnet. Schwestergruppe ist danach die Familie Virgaviridae.
Die Mitglieder dieser vorgeschlagenen Supergruppe gehören verschiedenen Gruppen der Baltimore-Klassifikation an, in der Regel handelt es sich um einzelsträngige RNA-Viren positiver Polarität ((+)ssRNA, Baltimore-Gruppe 4), es sind aber auch doppelsträngige Vertreter (mit dsRNA gekennzeichnet, Baltimore-Gruppe 3) zu finden.
Dieser Vorschlag ist inzwischen abgelöst durch die Master species List #35 des ICTV vom März 2020. Eine Gegenüberstellung der Kladogramme findet sich bei Tymovirales §ICTV Master Species List #35.